# Macedonian Open 2000
Il Macedonian Open 2000 è stato un torneo di tennis facente parte della categoria ATP Challenger Series nell'ambito dell'ATP Challenger Series 2000. Il torneo si è giocato a Skopje in Macedonia dall'11 al 17 settembre 2000 su campi in terra rossa.

## Vincitori

### Singolare
Oliver Gross ha battuto in finale  Jurij Ščukin con il punteggio di 7–5, 6–4

### Doppio
Enzo Artoni /  Sergio Roitman hanno battuto in finale  Dejan Petrović /  Sebastián Prieto con il punteggio di 7–5, 5–7, 6–3